# Edgewood College
L'Edgewood College è un'università privata di indirizzo cattolico con sede a Madison, nello stato americano del Wisconsin.
L'Edgewood Junior College fu fondato il 4 settembre 1927 dalle suore domenicane della Congregazione del Santo Rosario. Divenne college nel 1940.